# 고쿠후촌 (오사카부)
고쿠후촌(일본어: 国府村)은 일본 오사카부 이즈미군·센보쿠군에 설치되었던 촌이다. 현재의 이즈미시 북서부에 해당한다. 이름은 이즈미국의 국부가 있던 데서 유래했다.